# Мананангал
Мананангал (переводится с тагальского языка примерно как "разделяющийся") — мифологическое существо в Филиппинах, в некоторых районах Филиппин отождествляется с вакваком. Существо сходно с западным вампиром — оно злобно и ест людей. Легенда о мананангале распространена на Висайских островах, особенно в провинциях Капис, Илоило и Антике. Мананангалы боятся соли, избегают кинжалов, света, уксуса, специй и хлыста из хвоста ската.
Описываются как отвратительные вампироподобные существа, обычно женского пола. Считается, что по ночам мананангалы разделяются пополам, выпускают из плеч перепончатые крылья и улетают на поиски жертв, оставляя нижнюю половину стоять на земле. С помощью языка, похожего на хоботок, они высасывают кровь спящих людей. Излюбленной добычей являются беременные женщины. Убить мананангала можно, насыпав соли, толчёного чеснока или пепла на отделённую нижнюю половину. 
В разных регионах по-разному описывается появление этих монстров. По одной из легенд, силу мананангалу даёт чёрный цыплёнок в горле, по другой — в мананангала можно превратиться, отведав с едой слюну старого мананангала. Согласно третьей легенде, девушка, позже ставшая мананангалом, признаётся своему другу, что ей хочется отведать мокроты больных людей.